# اندسا شیلی
اندسا شیلی (به انگلیسی: Endesa (Chile)) شرکت برق شیلیایی است، که در زمینه تولید، توزیع و انتقال برق فعالیت می‌کند و از شرکت‌های تابعه شرکت اسپانیایی اندسا می‌باشد. 
شرکت اندسا شیلی در سال ۱۹۴۳ توسط دولت شیلی تأسیس شد و در سال ۱۹۸۹ خصوصی اعلام شد، سپس در سال ۲۰۰۹ معادل ۶۰ درصد از سهام آن توسط شرکت اندسا خریداری گردید و هم‌اکنون توسط یکی دیگر از شرکت‌های تابعه اندسا، یعنی شرکت انرسیس مدیریت می‌شود.
دفتر مرکزی این شرکت در شهر سانتیاگو، شیلی قرار دارد و بخشی از سهام آن در بازارهای بورس نیویورک، بورس مادرید و بورس اوراق بهادار سانتیاگو معامله می‌شود.